# Gilles Lebeau
 (avril 2019).
Si vous disposez d'ouvrages ou d'articles de référence ou si vous connaissez des sites web de qualité traitant du thème abordé ici, merci de compléter l'article en donnant les références utiles à sa vérifiabilité et en les liant à la section « Notes et références ».
Pour les articles homonymes, voir Lebeau.
Gilles Lebeau est un mathématicien français né le 17 novembre 1954, professeur à l'université de Nice Sophia-Antipolis (depuis 2001), membre de l'Institut universitaire de France (depuis 2003) et membre de l'Académie des sciences (depuis 2005).

## Parcours scolaire et enseignement
Gilles Lebeau est un ancien élève de l'École normale supérieure de la rue d’Ulm (promotion S1974). Il a été professeur à l'université d'Orsay ainsi qu'à l'École Polytechnique.

## Prix et distinctions scientifiques
- Prix IBM France (1988)
- Conférencier invité au congrès international des mathématiciens à Kyoto (1990)
- Médaille d'argent du CNRS (1992)[4]
- Prix Servant de l'Académie des sciences (1992)
- Membre junior de l'Institut universitaire de France (1992-1997)
- Prix Ampère (Grand prix de l'Académie des sciences) (2003)